# Pátá vláda Konrada Adenauera
Pátá vláda Konrada Adenauera byla vláda SRN v období Západního Německa, působila od 14. prosince 1962 do 16. října 1963. Vznikla jako následek pádu vlády předchozí, která odstoupila v důsledku aféry s deníkem Der Spiegel. Tvořila ji koalice liberálně konzervativní křesťanskodemokratické CDU/CSU a liberální středo-pravicové FDP.

## Seznam členů vlády
| Portfej                                                          | Ministr                                             | Strana | Strana |
| ---------------------------------------------------------------- | --------------------------------------------------- | ------ | ------ |
| Spolkový kancléř                                                 | Konrad Adenauer                                     |        | CDU    |
| Zástupce spolkového kancléře                                     | Ludwig Erhard                                       |        | CDU    |
| Ministr zahraničních věcí                                        | Gerhard Schröder                                    |        | CDU    |
| Ministr vnitra                                                   | Hermann Höcherl                                     |        | CSU    |
| Ministr spravedlnosti                                            | Ewald Bucher                                        |        | FDP    |
| Ministr financí                                                  | Rolf Dahlgrün                                       |        | FDP    |
| Ministr hospodářství                                             | Ludwig Erhard                                       |        | CDU    |
| Ministr výživy, zemědělství a lesů                               | Werner Schwarz                                      |        | CDU    |
| Ministr práce a sociálních věcí                                  | Theodor Blank                                       |        | CDU    |
| Ministr obrany                                                   | Franz Josef Strauß do 9. ledna 1963 pověřen řízením |        | CSU    |
| Ministr obrany                                                   | Kai-Uwe von Hassel od 9. ledna 1963                 |        | CDU    |
| Ministr dopravy                                                  | Hans-Christoph Seebohm                              |        | CDU    |
| Ministr pošt a spojů                                             | Richard Stücklen                                    |        | CSU    |
| Ministr bytových záležitostí, výstavby měst a územního plánování | Paul Lücke                                          |        | CDU    |
| Ministr pro odsunuté, uprchlíky a zasažené válkou                | Wolfgang Mischnick                                  |        | FDP    |
| Ministr pro celoněmeckou problematiku                            | Rainer Barzel                                       |        | CDU    |
| Ministr pro záležitosti Spolkové rady a zemí                     | Alois Niederalt                                     |        | CSU    |
| Ministr pro vědecký výzkum                                       | Hans Lenz                                           |        | FDP    |
| Ministr pro záležitosti rodiny a mládeže                         | Bruno Heck                                          |        | CDU    |
| Ministr pro hospodářský majetek                                  | Werner Dollinger                                    |        | CSU    |
| Ministr pro hospodářskou spolupráci                              | Walter Scheel                                       |        | FDP    |
| Ministryně zdravotnictví                                         | Elisabeth Schwarzhaupt                              |        | CDU    |
| Ministr pro zvláštní úlohy                                       | Heinrich Krone                                      |        | CDU    |